# Kokia
Yoshida Akiko (吉田 亜紀子 (Cát Điền Á Kỉ Tử) Yoshida Akiko) là một ca sĩ – nhạc sĩ người Nhật, cô thường được gọi là Kokia (viết là KOKIA). Cô được biết đến nhờ vào bài "Arigatō..." (ありがとう... Cảm ơn) (bài hát giữ vị trí số 1 tại Hồng Kông khi nó được cover bởi Trịnh Tú Văn) và "The Power of Smile." Cô cũng được ký hợp đồng thu âm, phân phối các sản phẩm anime/game soundtracks, một trong những bản làm nên tên tuổi của cô là "Ai no Melody/Chōwa Oto (With Reflection)" trong phim Gin-iro no kami no Agito, "Follow the Nightingale" trong game Tales of Innocence, và "Tatta Hitotsu no Omoi" trong anime Gunslinger Girl: Il Teatrino.
Kokia thường biểu diễn ở châu Âu, với việc ca hát và phát hành âm nhạc thông qua Wasabi Records, một chi nhánh của Kazé.

## Đời thường

### Khi còn nhỏ
Kokia sinh năm 1976 và được mẹ nuôi lớn. Cô bắt đầu chơi Violon vào lúc 2 tuổi rưỡi, tuy nhiên, cô lại tỏ ra thích thú với cây Piano của gia đình hơn. Thông thường, thay vì chơi với đồ chơi, Kokia thường chơi với cây Piano. Cô nhớ rằng, mình đã từng đặt những cuốn sách hình lên giá nhạc, và đàn theo mỗi khi âm nhạc xuất hiện trên màn hình.
Khi lên 10, Kokia ra nước ngoài với chị là Kyoko để học trường Âm nhạc mùa hè (cô thực hiện chuyến đi lần 2 vào năm 14 tuổi). Vào trung học, cô học thanh nhạc  và opera, và theo đuổi chuyên môn opera tại Trường âm nhạc Toho Gakuen.
Trong thời gian đại học, một người bạn đã đưa bản thu âm demo của Kokia cho những nhà thu âm. Sau đó Kokia đã được ký hợp đồng với Pony Canyon, và cô xuất hiện trên thị trường vào năm 1998 khi vẫn còn là sinh viên. Cô tạo ra nghệ danh của mình bằng việc đảo các âm tiết trong họ của cô Akiko. Bài hát phát hành đầu tiên của cô là "For Little Tail," đã được sử dụng như bài hát mở đầu cho game Tail Concerto (dù nó đã được phát hành như bản track phụ trong album single "Road to Glory"). Một số ít single đầu tiên của cô không được sáng tác bới cô, thay vào đó là do Hinata Toshifumi vàKanno Yoko viết. Sau 4 single, cô cho phát hành album chính thức của mình, đó là Songbird vào năm 1999. Không như những đĩa đơn khác sau đó, đa phần là những bài hát do chính Kokia viết.
Không bản phát hành nào của cô được xếp hạng cao, tuy nhiên, single dẫn đầu của cô từ Album, "Arigatō..." (ありがとう... Cảm ơn), đã thành công rực rỡ tại Hồng Kông. NÓ được trao giải 3 năm 1999 tại Giải thưởng nhạc pop quốc tế Hồng Kông (香港國際流行音樂大赏). Ca sĩ Hồng Kông Trịnh Tú Văn đã cover bài hát và phát hành nó và đặc tên cho album của mình "Arigatō" vào tháng 10 năm 1999. Và bài hát trở thành Hit tại thành phố Hồng Kông.

### Victor Entertainment
Sau khi tung ra album đầu tiên của mình, kokia đã không tiếp tục các sản phẩm âm nhạc với Pony Canyon. Sự phát triển album mới của cô sau đó là 5 bài hát dành cho Luna Sea giọng ca của nhà sản xuất Kawamura Ryūichi ЯKS, vào năm 2000. Album được phát hành dưới trướng của Victor Entertainment. Năm 2001, cô trở lại công chúng như là thành viên của Victor, và phát hành 3 single tiếp theo của mình.
Kokia tiếp tục thành công tại châu Á, với các chiến lược chiêu thị đầu tư cho âm nhạc rộng rãi khắp khu vực. Năm 2001, cô trình diễn tại hai buổi hòa nhạc cao cấp ở Trung Quốc: một là buổi hòa nhạc chống lại chất gây nghiện thu hút 30.000 người tham gia cùng với sự tham gia của Tứ đại thiên vương (Trương Học Hữu, Lưu Đức Hoa, Quách Phú Thành và Lê Minh), và tại một buổi hòa nhạc với hơn 120.000 người vào năm 2001 để chào mừng năm mới trong sự kiện countdown 2001 tại Đài Loan. Vào tháng 1 năm 2002, Kokia phát hành album thứ hai của mình với tên gọi Trip Trip, album đầu tiên mà chính cô đầu tư phát triển sản xuất. Giống như các album debut của cô, không có bản thu âm nào đạt được hạng cao tại Nhật Bản.
Tuy nhiên, năm 2003, Kokia lần đầu tiên gặt hái được sự chú ý của dư luận. Single của cô với tên gọi "Kawaranai Koto (Since 1976)" được sử dụng như là bài hát chính của drama Itoshiki Mono e, single đã đưa Kokia lọt top 50 bảng xếp hạng. Tuy vậy, bản HIT lớn nhất của cô lại là "The Power of Smile/Remember the Kiss." Nó đã gặt hái được tiếng tăm sau khi được sử dụng trong quảng cáo của sản phẩm dưỡng tóc Kao. Kokia sau đó đã được đề nghị trình diễn trong một chương trình âm nhạc nổi tiếng Music Station. Single đã phá top 20 tại Nhật Bản  và được chứng nhận bản GOLD bởi RIAJ. Album tiếp theo, Remember Me, cũng nằm trong top 20 và bán trên 45.000 bản.
Những bài hát trong lúc cô còn ở Pony Canyon-era như "I Catch a Cold" và "Shiroi Yuki" (白い雪 Tuyết trắng) đã được sử dụng trong soundtrack cho bộ drama Trung Quốc tại vịnh Cá Heo vào 2003. Đây là bài hát đánh dấu sự kết thúc của sự nghiệp tham gia thị trường âm nhạc Trung Quốc của cô.
Album thứ tư của Kokai Uta ga Chikara (phát hành năm 2004) cũng sớm đạt được thành công khi bán được 20.000 bản. Single lớn nhất từ album này là "Yume ga Chikara," đã được sử dụng như là bài hát cổ vũ cho đội tuyển Nhật Bản tại Thế vận hội Mùa hè 2004.
Trong khi Kokia bắt đầu phát triển sản phẩm âm nhạc của mình với game và anime ngay khi cô debut, cũng phải đến năm thi bài hát chủ đề của cô mới bắt đầu thành công. Single của cô mang tên "Ai no Melody/Chōwa Oto (With Reflection)" đã được sử dụng như là 2 bài hát chủ để của phim anime Gin-iro no kami no Agito, và nó vươn lên vị trí thứ 30 trên bảng xếp hạng đĩa đơn Oricon.
Vào tháng 2 năm 2006, Kokia cho phát hành bản hit đình đám nhất của cô, Pearl: The Best Collection, và bộ sưu tập video clips thành công, Jewel: The Best Video Collection. Bộ sưu tập các bài hát hay nhất đã vươn lên vị trí 19 trong bảng xếp hạng các album.

### Anco & Co., France

Kokia (phải) năm 2008

Từ năm 2006 trở đi, Kokia bắt đầu làm việc tại thị trường chuâ Âu, cùng lúc đó, cô phát triển khả năng điều hành việc phát triển các sản phẩm âm nhạc tốt hơn. Vào tháng 1, cô tiến hành chương trình âm nhạc đầu tiên của mình tại Paris, và trình diễn tại triển lãm Công nghiệp thương mại âm nhạc Midem. Sản phẩm Pearl được ra mắt một tháng trước khi phiên bản tiếng Nhật được trình làng tại pháp và Tây Ban Nha.
Vào tháng 6 năm 2006, Kokia quyết định thiết lập công ty sản xuất của mình, được tách ra từ Victor Entertainment, và được gọi là Anco & Co., sau khi cô khát khao giành được quyền kiểm soát việc phát triển sản phẩm của mình.. Vào tháng 12, cô trở lại thị trường pháp với nhà phân phối ấn phẩm anime Wasabi Records, releasing her 5th album Aigakikoeru: Listen for the Love, 6 tháng trước khi bản tiếng Nhật được phát hành.
Vào tháng 12 năm 2007, Kokia giành được thành công thứ hai trong việc phát hành đĩa đơn về game/anime của mình, với "Follow the Nightingale." Bản nhạc đã được dùng cho game Tales of Innocence, và đạt được hạng 30 trên Oricon.
Khả năng điều khiển sáng tạo tốt hơn của Kokia cho phép âm nhạc của cô được phát hành ở nhiệp độ cao hơn. Năm 2008, Kokia phát hành 3 album: tân cổ điển The Voice, album nền của Ireland Fairy Dance và album Giáng sinh đầu tiên của mình Christmas Gift. Năm 2009, Kokia phát hành 2 album cùng lúc (Kokia Infinity Akiko: Balance và Akiko Infinity Kokia: Balance) để kỉ niệm 10 năm ca hát của mình. Cô cũng tổ chức tour vòng quan thế giới đầu tiên với việc trình bày các ca khúc bằng tiếng Nhật, Pháp, Ireland, Ba Lan, Bỉ và Đức.
Với album lần thứ 11, Real World, cô đã vòng quang Tunisia và sa mạc Sahara để tìm cảm hứng.

## Nghệ thuật

### Giọng hát
Giọng hát của cô thường được khen tặng bởi các nhà phê bình cho chất giọng trong trẻo sáng sủa. Nó đã diễn tả bởi Key trong JaME World như là dễ hỏng và nghe rõ cả tiếng thở.
Năm 2004, trên chương trình truyền hình TV Daimei no Nai Ongaku-kai 21 (題名のない音楽会21), Kokia đã thử cố gắng phá vỡ Kỉ lục Guinness Thế giới cho việc giữ nốt cao lâu nhất. Việc trình diễn khả năng cappella của cô 'O Sole Mio, cô đã giữ nốt trong 29.5 giây, tuy nhiên đã không thể phá vỡ kỉ lục.

### Sáng tác nhạc
Từ album thứ hai của mình, Trip Trip, Kokia đã viết tất cả các bài hát gốc xuất hiện trong album của cô. Kokia cũng đã từng hợp tác viết nhạc cho những bài hát mà cô sẽ trình bày trong game hoặc anime (vì đây không phải là luật nên nhiều bài hát được viết bới các tác giả khác).
Kokia viết một lượng lớn tác phẩm của mình bằng tiếng Nhật, một số bằng tiếng Anh hoặc một phần tiếng Anh (như "The Rule of the Universe," "Say Hi!!", and "So Sad So Bad."). Cô mở rộng hợp tác trong nhiều ngôn ngữ khác nhau như tiếng Ý ("Il Mare dei Suoni," "Insonnia.") và tiếng Irish ("Taimse im' chodhadh" và "Siuil a Run" từ album tiếng Irish của cô Fairy Dance).
Các bài hát hợp tác như "Chōwa Oto" (調和　ｏｔｏ Harmony, Sound) và "Follow the Nightingale," Kokia viết lời cho giai điệu. Cho cả hai bài đó, cô thường lựa chọn các ký tự đặc trưng được đảo ngược (như lời "nimiunooto denzush," khi đảo ngược sẽ cho "Oto no umi ni shizunde" (音の海に 沈んで chìm vào âm thanh của biển)). Tại "Chōwa Oto", Kokia cũng đã chia nốt nhạc (các số 3 25 15 21 23 và 1) tương xứng với các ký tự của bản chữ tiếng Anh English alphabet (1=A, 26=Z) để viết lên tên bài hát wāpuro rōmaji (C Y O U W A).
Nhà phê bình âm nhạc Tomisawa Issei xem Kokia là một trong những nhạc sĩ yêu thích của ông.

## Cuộc sống cá nhân
Nghệ sĩ Violin Yoshida Kyoko là chị của Kokia, và cũng tham gia vào Trường âm nhạc Toho Gakuen.
Ông của Kokia là nhà quản lý công ty đóng tàu của Nhật Bản. Cô đã sản xuất một ấn phẩm phim ngắn là "Ojii-chan no Tulip" (おじいちゃんのチューリップ Granddad's Tulips) và bài hát (Grandfather's Ship) trong chính danh dự của ông.
Kokia được nuôi lớn trong gia đình Thiên chúa giáo, và tham gia vào các lễ mét mỗi Chủ nhật từ khi còn bé. Cô viết khá nhiều bài hát về Chúa, như "Why Do I Sing?," "Everlasting," "Inori ni mo Nita Utsukushii Sekai" (祈りにも似た美しい世界) và "Sei Naru Yoru ni" (聖なる夜に In the Holy Night).
Kokia làm việc theo chủ nghĩa Nhân đạo. Tại trường, cô là thành viên của hội những người tình nguyện và cố gắng giúp đỡ những người tàn tật, người già và các nạn nhân AIDS. Cô cũng hoạt động nghệ thuật tại các chương trình ca nhạc nhằm ngăn chặn chất gây nghiện, ủng hộ tổ chức Phúc lợi xã hội Nhật Bản (社会福祉法人), và phát hành nhiều đĩa đơn dành cho nạn nhân của trận động đất Động đất Niigata năm 2007. Kokia cũng cảm thấy rất đồng cảm với nạn nhân của vụ tấn công 11 tháng 9 tại Hoa Kỳ. Cô đã tặng 10.000 bản của ấn phẩm Music Gift, trên đường phố New York để tưởng niện đến vụ khủng bố.. Rất nhiều bài hát của Kokia là thông điệp về con người và môi trường, hoặc về cách mà con người sống tốt hơn. Kokia nhấn mạnh việc sáng tác các bài hát của mình về tình yêu và hoà bình..
Kokia cũng là một người yêu chó. Trong suốt thập kỉ đầu của thế kỉ 21, cô sở hữu bốn con chó tên là: Donna, Muta, Nero và Titti. Tuy nhiên, Dona đã qua đời vào tháng 2 năm 2010. Cô đã nhắc đến những con chó trong nhiều tác phẩm nghệ thuật, như "Shiroi Inu to Odoru Yoru" (白い犬と踊る夜 Night Dancing with a White Dog), và trong "Say Hi!!," khi lời nhạc nói về "lái xe ra bãi biển để chơi với Dona của chúng ta." Nhiều bài đăng trên blog cá nhân của cô đều đề cập xung quanh các chú chó, và cô còn phân mục đặc biệt cho những bài đăng này.
Cô có hai con, một trai một gái. Con trai cả là Kamiki Ryunosuke đang là một diễn viên, diễn viên lồng tiếng. Còn cô con gái út là Rena Kato đang là một thần tượng tại AKB48

## Danh sách các tác phẩm
| - 1998: Brothers - 1999: Songbird - 2002: Trip Trip - 2003: Remember Me - 2004: Uta ga Chikara - 2006: Aigakikoeru: Listen for the Love - 2008: The Voice - 2008: Fairy Dance: Kokia Meets Ireland - 2008: Christmas Gift - 2009: Kokia Infinity Akiko: Balance - 2009: Akiko Infinity Kokia: Balance - 2010: Real World - 2010: outwork collection 「p i e c e s」 - 2010: "Bungaku Shoujo" Memories Soundtrack I - Yumemiru Shoujo no Zensoukyoku - 2011: Moment - 2013: Where to go my Love? - 2006: Pearl: The Best Collection - 2008: Kokia Complete Collection 1998-1999 - 2009: Coquillage: The Best Collection II - 2010: Musique a la Carte (cover album) - 2011: Pieces - 2012: Kokoro Bakari | - 1998: "Tears in Love" - 1998: "Ai no Rinkaku" - 1998: "Itoshite Irukara" - 1999: "Arigatou..." - 2001: "Tomoni" - 2001: "Tenshi" - 2001: "Say Hi!!" - 2002: "Ningenttesonnamonone" - 2003: "Kawaranai Koto (Since 1976)" - 2003: "The Power of Smile/Remember the Kiss" - 2004: "So Much Love for You" - 2004: "Yume ga Chikara" - 2005: "Time to Say Goodbye" - 2005: "Dandelion" - 2006: "Ai no Melody/Chōwa Oto (With Reflection)" - 2007: "Follow the Nightingale" - 2007: "Arigatō..." - 2008: "Tatta Hitotsu no Omoi" - 2009: "Karma" - 2009: "Transparent" - 2010: "Road to Glory~long journey~" - 2010: "Fate" - 2011: "Sakura no Ki no Shita/Hikari no Hou he" - 2012: "New Day, New Life" - 2012: "Hikari o Atsumete" - 2012: "Memorial Days" - 2012: "Yume Tsuinin/Ita Gakkan Koutougakkou Kouka" - 2013: "Kioku no Hikari" - 2013: "Battle of Destiny" |